# 厄徹山
47°51′43″N 15°12′10″E / 47.8618925°N 15.2028189°E

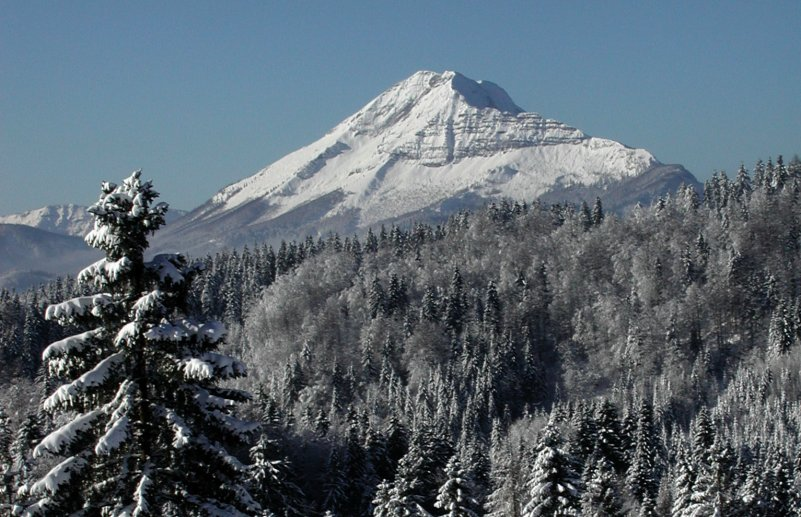

厄徹山（德語：Ötscher），是奧地利的山峰，位於該國東北部，由下奧地利州負責管轄，屬於伊布斯阿爾卑斯山脈的一部分，距離克羅伊泰林山21.8公里，海拔高度1,893米。